# Investissement et commerce cinéma
Pour les articles homonymes, voir ICC.
Investissement et Commerce Cinéma, souvent appelée ICC, est une entreprise française d'exploitation cinématographique active depuis 1936 sur l'île de La Réunion, département d'outre-mer du sud-ouest de l'océan Indien ainsi qu'à l'île Maurice.
Sa principale concurrente dans le domaine de la distribution et de l'exploitation cinématographique est la société MauRéfilms.
Elle exploite deux cinémas à Saint-Denis le Ritz (3 écrans) et le Plaza (2 écrans), le plus grand multiplex de la Réunion à Sainte-Marie, le Cinépalmes (10 salles)  et un cinéma à Saint-Pierre, Le Rex (2 écrans). La salle Le Grand Ecran à Saint-Gilles a fermé.
Sur l'île Maurice, elle exploite 3 cinémas dont deux multiplex, l'un situé à Bagatelle (au centre) et l'autre à Grand Baie (Le Nord).